# Telica (vulkaan)
Telica is een stratovulkaan in het departement León in het westen van Nicaragua.
Telica heeft zes kegels, de hoogste daarvan is 1061 meter hoog. Er is een dubbele krater op de top, 700 meter breed en 120 meter diep. Telica is sinds de Spaanse tijd vaak uitgebarsten. De laatste uitbarsting was in 2013.
In termen van explosieve kracht had de grootste uitbarsting van Telica een vulkanische-explosiviteitsindex van 4. Die uitbarsting vond plaats in 1529. Het is een van Nicaragua's meest actieve vulkanen en door de frequente uitbarstingen met as heeft de vulkaan kale hellingen zonder vegetatie. De berg maakt deel uit van de bergketen Cordillera Los Maribios.

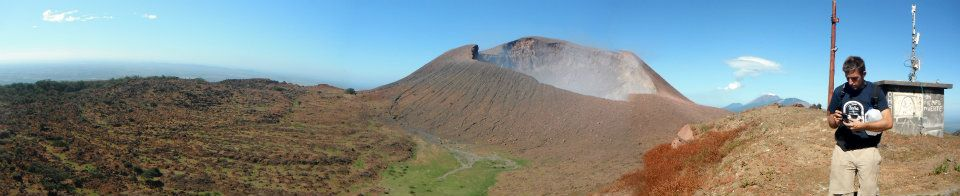
Wandelaar op Telica in 2011